# Correntina
Correntina là một đô thị thuộc bang Bahia, Brasil. Đô thị này có diện tích 12142,427 km², dân số năm 2007 là 31671 người, mật độ 2,61 người/km².